# Bandidos
Bandidos Motorcycle Club, også kendt som Bandido Nation, er en verdensomspændende rockergruppe og kriminel organisation med et globalt medlemskab. Klubben blev dannet i 1966 af Don Chambers i Texas. Dens motto er We are the people our parents warned us about. Det anslås at rockergruppen har 2.500 medlemmer i 210 afdelinger, der er beliggende i 30 lande.
I Danmark blev Bandidos for alvor kendt under Store Nordiske Rockerkrig, hvor de sloges med Hells Angels om rockerherredømmet i landet. Medlemmerne bærer det karakteristiske rygmærke i form af en desperado med sombrero.

## Historie
Rockergruppen blev dannet den 4. marts 1966 i San Leon, Texas af Vietnam-veteranen og den senere morddømte og nu afdøde Donald Eugene Chambers. Don Chambers havde deltaget i Vietnamkrigen som marineinfanterist og det var marinekorpsets logo, der inspirerede ham til rockergruppens farver, henholdsvis karminrødt og gul. Efter Chambers formandskab sluttede på grund af hans dom for mord i El Paso, Texas blev Ronnie "Seneca" Hodge udnævnt til præsident.

## Organisation
Bandidos har over 90 afdelinger i USA, 90 afdelinger i Europa og yderligere 17 i Australien og Sydøstasien. I USA er klubben koncentreret i Texas, men strækker sig ind i staterne Louisiana, Mississippi, Alabama, Arkansas, New Mexico, Colorado, Montana, Wyoming, South Dakota, Utah, Idaho, Nevada, Washington, Oklahoma og Nebraska. Motorcykelklubben Rock Machine i Canada fusionerede med Bandidos i år 2000, og der var en afdeling i Toronto, indtil en dramatisk intern konflikt i 2006 resulterede i otte drab. Bandidos eksisterer også i Australien: afdelingerne er beliggende i Adelaide, Ballarat, Brisbane, Byron Bay, Cairns, Geelong, Gold Coast, Hunter Valley, Ipswich, Melbourne, Mid North Coast, Mid State, Mission Beach, Noosa, North Victoria, Northside, Sunshine Coast og Toowoomba. De australske Bandidos gav også nogle tidligere medlemmer af en motorcykelklub ved navn HIGHWAY 61 MC tilladelse til at starte en Bandidos afdeling i storbyen Auckland i New Zealand.
I de senere år har rockergruppen ekspanderet i Tyskland, Danmark, Norge, Sverige, Finland, Belgien, Italien, Luxembourg, Frankrig, Spanien og på Kanaløerne. Dertil er der også blevet oprettet afdelinger op i lande som op i Rusland, Singapore, Malaysia og Thailand.
Ligesom Hells Angels har Bandidos også en række forskellige støtteklubber, som bruges til både lovlige og ulovlige aktiviteter. De fleste af disse rockergrupper er regionale.

## Bandidos Danmark
Den 25. juni 1993 blev den nordsjællandske motorcykelgruppe 'Undertakers MC' »probationary« (optaget) hos Bandidos – på daværende tidspunkt var det den franske afdeling i havnebyen Marseille, der stod for optagelsen. Den 17. december 1993 blev de to danske afdelinger i Stenløse og Hørsholm forfremmet til fuldgyldige afdelinger. Siden er gruppen vokset markant i Danmark med afdelinger i henholdsvis København, Ballerup, Frederiksværk, Hvidovre, Odense, Roskilde, Holbæk, Hillerød, Helsingør, Køge, Næstved, Esbjerg, Kolding, Horsens, Randers og Aalborg.
I Danmark har rockergruppen omkring 160 fuldgyldige medlemmer (tal fra 2009).
I årene 1996-1997 rasede Den store Nordiske Rockerkrig, hvilket kostede i alt 11 mennesker livet og næsten 100 sårede. Brugen af panserværnsraketter, håndgranater, bilbomber og skyderier på åben gade og attentatforsøg i de danske fængsler blev brugt adskillige gange i rockerkonflikten. Problemerne og konflikterne mellem medlemmerne af Hells Angels og Bandidos eskalerede som følge af, at rockergruppernes medlemmer havde interesser i relation til navnlig narkotikamarkedet, og idet begge rockergruppers medlemmer ønskede monopol på adgangen til at udøve kriminalitet inden for bestemte geografiske områder.
I Danmark har medlemmerne af Bandidos været involveret i alt fra narkohandel, pengeafpresning, drab, vold, trusler, rufferi, våbenbesiddelse- og salg, skatteunddragelse og socialt bedrageri.

## Omtalte og mediedækkede sager for Bandidos Danmark

### Drabs- og voldssager
Den 13. marts 1998 blev den 25-årige Bandidos-rocker Niels Poulsen idømt fængsel på livstid for at stå bag attentatet i Titangade den 6. oktober 1996, hvor han affyrede en panserværnsraket ind i Hells Angels' klubhus, som kostede to mennesker livet og sårede 19.
Den 12. april 2002 blev den 41-årige tidligere professionelle soldat i Den Kongelige Livgarde Jens Christian Thorup idømt fængsel på livstid for drabet på ex-rockeren Claus Bork Hansen. Den morddømte Thorup fik senere sin straf nedsat til 16 års fængsel.
Den 21. juni 2002 begik to Bandidos-rockere, 26-årige Jakob Daniel Winefeld og 36-årige Robin Nielsen, et særdeles groft bankrøveri mod Nordeas filial i Ålsgårde i Nordsjælland. Den 41-årige familiefar, Michael Pichard, der holdt i sin bil uden for banken forsøgte at stoppe røveriet, da han væltede røvernes Yamaha-motorcykel med bilen, hvorefter han bakkede hen mod indgangen til banken, for at forhindre dem i at flygte. Men Bandidos-rockeren Jacob Winefeld skød ét skud ind gennem bagruden på Michael Pichards grønne Hyundai, og kuglen rev hans hjerte i stykker – han var dræbt på stedet. Den 2. oktober 2003 ved Østre Landsret i København blev Jacob Winefeld og Robin Nielsen idømt 16 års fængsel for bankrøveriet og drabet på Michael Pichard. Anklagemyndigheden havde krævet fængsel på livstid for begges vedkommende. Statsadvokaten Erik Merlung ankede Østre Landsrets dom, men Højesteret valgte at stadfæste dommene på 16 års fængsel.
Den 6. november 2002 blev daværende fængselsinspektør Jens Tolstrup fra Nyborg Statsfængsel brutalt overfaldet i sin have i sin embedsbolig i Nyborg, af to mænd bevæbnet med baseball-køller. Den 12. februar 2004 blev en fængselsfunktionær forsøgt kørt ned uden for fængslet. To måneder senere blev tre personer med relationer til rockergruppen Bandidos anholdt og sigtet for begge overfald.
Ved Østre Landsret den 13. oktober 2005 blev de to rocker-sympatisører, 26-årige Mikael Sartil og den 24-årige Rasmus Vanman Munk Jensen, kendt skyldig i overfaldet på Tolstrup og påkørselsforsøget. Dog blev den 37-årige vicepræsident i Bandidos Hillerød, Michael Kenneth Pedersen, der ifølge anklagerne var "bagmand" bag overfaldet på Tolstrup, frikendt i det forhold, men blev fundet skyldig i påkørselsforsøget, idet han var planlægger og bagmand. De tre personer blev henholdsvis idømt 9, 8 og 6 års fængsel. Fængselsinspektør Jens Tolstrup forlod sin stilling i november 2003.
Den 17. september 2003 blev den tidligere Bandidos-rocker og morddømte, Mickey Larsen, dræbt da han satte sig ind i sin Toyota Corolla på parkeringspladsen ved Glostrup Amtssygehus. Kort tid efter eksplorede bilen idet der var blevet placeret en kraftig bombe på halvandet kilo trotyl under den. Kriminalpolitiet efterforskede bombedrabet, og anholdte senere to fuldgyldige Bandidos-rockere, 31-årige Lennart Christensen og 29-årige Jacob Andersen, der blev sigtet for bombedrabet. Ved Østre Landsret den 13. juni 2005 blev de begge idømt fængsel på livstid. Dommen blev anket og den 6. januar 2006 nedsatte Højesteret deres straffe til 16 års fængsel.

### Narkorelateret kriminalitet
Den 15. november 2002 blev den 29-årige Bandidos-prospekt Stig Bartholdy ved Vestre Landsret i Fredericia idømt 14 års fængsel for forsøg på at smugle hash og kokain fra Holland til Danmark, og for at fremstille falske penge til betaling for narko. I alt blev ni mænd og en kvinde tilsammen idømt 90 års fængsel i en omfattende narkosag om indsmugling af både amfetamin, ecstasy, hash og kokain.
Den 29. august 2011 blev den 35-årige Bandidos-rocker Morten Larsen idømt 10 års fængsel ved Retten i Holbæk, for at være i besiddelse af 10 kg amfetamin med henblik på opblanding med 11 kilo fyldstoffer, hvilket svarer til omkring 21 kilo salgsklar amfetamin.
Den 16. november 2011 blev den 40-årige Bandidos-rocker Thomas Brian Jensen idømt 7 år og seks måneders fængsel ved Retten i Næstved, for at have solgt to kilogram amfetamin, 300 gram kokain og for at have to pistoler med ammunition på sin bopæl i Haslev.